# پیر برنار
پیر برنار (به فرانسوی: Pierre Bernard) بازیکن فوتبال و دروازه‌بان اهل فرانسه بود که از سال ۱۹۶۰ تا ۱۹۶۵ میلادی عضو تیم ملی فوتبال فرانسه بوده‌است. وی در ۲۱ بازی ملی حضور داشته است و در بازی‌های ملی‌اش گلی به ثمر نرساند.